# Andrenidae
Famille
Les Andrenidés (Andrenidae) sont une famille d'abeilles, insectes hyménoptères de la super-famille des apoïdes. C'est la famille des andrènes (Andrena).

## Biologie
Les Andrenidae sont une famille d'abeilles solitaires largement répandue à la surface du globe. Comme pour beaucoup d'abeilles (Apidae sensu lato), cette famille regroupe des espèces essentiellement oligolectiques.

## Classification
- Andreninae
  - Alocandrena (Michener, 1986)
  - Ancylandrena (Cockerell, 1930)
  - Andrena (Fabricius, 1775)
  - Euherbstia (Friese, 1925)
  - Megandrena (Cockerell, 1927)
  - Orphana (Vachal, 1909)
- Oxaeinae
  - Mesoxaea (Hurd & Linsley, 1976)
  - Notoxaea (Hurd & Linsley, 1976)
  - Oxaea (Klug, 1807)
  - Protoxaea (Cockerell & Porter, 1899)
- Panurginae
  - tribu Calliopsini (Robertson, 1922)
    - Acamptopoeum (Cockerell, 1905)
    - Arhysosage (Brèthes, 1922)
    - Calliopsis (Smith, 1853)
    - Callonychium (Brèthes, 1922)
    - Litocalliopsis (Roig-Alsina & Compagnucci, 2003)
    - Spinoliella (Ashmead, 1899)

  - tribu Melitturgini (Newman, 1834)
    - Borgatomelissa (Patiny, 2000)
    - Flavomeliturgula (Patiny, 1999)
    - Gasparinahla (Patiny, 2001)
    - Melitturga (Latreille, 1809)
    - Meliturgula (Friese, 1903)
    - Mermiglossa (Friese, 1912)
    - Plesiopanurgus (Cameron, 1907)

  - tribu Neffapini (Ascher, 2005)
    - Neffapis (Ruz, 1995)

  - tribu Nolanomelissini (Rozen, 2003)
    - Nolanomelissa (Rozen, 2003)

  - tribu Panurgini (Leach, 1815)
    - Avpanurgus (Warncke, 1972)
    - Camptopoeum (Spinola, 1843)
    - Clavipanurgus (Warncke, 1972)
    - Flavipanurgus (Warncke, 1972)
    - Panurginus (Nylander, 1848)
    - Panurgus (Panzer, 1806)
    - Simpanurgus (Warncke, 1972)

  - tribu Perditini (Robertson, 1922)
    - Macrotera (Smith, 1853)
    - Perdita (Smith, 1853)

  - tribu Protandrenini (Robertson, 1904)
    - Anthemurgus (Robertson, 1902)
    - Anthrenoides (Ducke, 1907)
    - Austropanurgus (Toro, 1980)
    - Chaeturginus (Lucas de Oliveira & Moure, 1963)
    - Liphanthus (Reed, 1894)
    - Parapsaenythia (Friese, 1908)
    - Parasarus (Ruz, 1993)
    - Protandrena (Cockerell, 1896)
    - Psaenythia (Gerstäcker, 1868)
    - Pseudopanurgus (Cockerell, 1897)
    - Pseudosarus (Ruz, 1980)
    - Rhophitulus (Ducke, 1907)

  - tribu Protomeliturgini (Ruz, 1991)
    - Protomeliturga (Ducke, 1912)

## Phylogénie

### Au sein des abeilles
Phylogénie des familles actuelles d'abeilles, d'après Hedtke et al., 2013 :
|  | Apidae (abeilles sociales)                             |
|  |                                                        |
|  | Megachilidae (abeilles découpeuses, abeilles maçonnes) |
|  |                                                        |

|  | Halictidae (abeilles de la sueur)                                                    |
|  |                                                                                      |
|  | \| \| Colletidae (abeilles à face jaune) \| \| \| \| \| \| Stenotritidae \| \| \| \| |
|  |                                                                                      |
|  | Colletidae (abeilles à face jaune)                                                   |
|  |                                                                                      |
|  | Stenotritidae                                                                        |
|  |                                                                                      |

|  | Colletidae (abeilles à face jaune) |
|  |                                    |
|  | Stenotritidae                      |
|  |                                    |

|  | Halictidae (abeilles de la sueur)                                                    |
|  |                                                                                      |
|  | \| \| Colletidae (abeilles à face jaune) \| \| \| \| \| \| Stenotritidae \| \| \| \| |
|  |                                                                                      |
|  | Colletidae (abeilles à face jaune)                                                   |
|  |                                                                                      |
|  | Stenotritidae                                                                        |
|  |                                                                                      |

|  | Colletidae (abeilles à face jaune) |
|  |                                    |
|  | Stenotritidae                      |
|  |                                    |

|  | Apidae (abeilles sociales)                             |
|  |                                                        |
|  | Megachilidae (abeilles découpeuses, abeilles maçonnes) |
|  |                                                        |

|  | Halictidae (abeilles de la sueur)                                                    |
|  |                                                                                      |
|  | \| \| Colletidae (abeilles à face jaune) \| \| \| \| \| \| Stenotritidae \| \| \| \| |
|  |                                                                                      |
|  | Colletidae (abeilles à face jaune)                                                   |
|  |                                                                                      |
|  | Stenotritidae                                                                        |
|  |                                                                                      |

|  | Colletidae (abeilles à face jaune) |
|  |                                    |
|  | Stenotritidae                      |
|  |                                    |

|  | Halictidae (abeilles de la sueur)                                                    |
|  |                                                                                      |
|  | \| \| Colletidae (abeilles à face jaune) \| \| \| \| \| \| Stenotritidae \| \| \| \| |
|  |                                                                                      |
|  | Colletidae (abeilles à face jaune)                                                   |
|  |                                                                                      |
|  | Stenotritidae                                                                        |
|  |                                                                                      |

|  | Colletidae (abeilles à face jaune) |
|  |                                    |
|  | Stenotritidae                      |
|  |                                    |

|  | Apidae (abeilles sociales)                             |
|  |                                                        |
|  | Megachilidae (abeilles découpeuses, abeilles maçonnes) |
|  |                                                        |

|  | Halictidae (abeilles de la sueur)                                                    |
|  |                                                                                      |
|  | \| \| Colletidae (abeilles à face jaune) \| \| \| \| \| \| Stenotritidae \| \| \| \| |
|  |                                                                                      |
|  | Colletidae (abeilles à face jaune)                                                   |
|  |                                                                                      |
|  | Stenotritidae                                                                        |
|  |                                                                                      |

|  | Colletidae (abeilles à face jaune) |
|  |                                    |
|  | Stenotritidae                      |
|  |                                    |

|  | Halictidae (abeilles de la sueur)                                                    |
|  |                                                                                      |
|  | \| \| Colletidae (abeilles à face jaune) \| \| \| \| \| \| Stenotritidae \| \| \| \| |
|  |                                                                                      |
|  | Colletidae (abeilles à face jaune)                                                   |
|  |                                                                                      |
|  | Stenotritidae                                                                        |
|  |                                                                                      |

|  | Colletidae (abeilles à face jaune) |
|  |                                    |
|  | Stenotritidae                      |
|  |                                    |

|  | Apidae (abeilles sociales)                             |
|  |                                                        |
|  | Megachilidae (abeilles découpeuses, abeilles maçonnes) |
|  |                                                        |

|  | Halictidae (abeilles de la sueur)                                                    |
|  |                                                                                      |
|  | \| \| Colletidae (abeilles à face jaune) \| \| \| \| \| \| Stenotritidae \| \| \| \| |
|  |                                                                                      |
|  | Colletidae (abeilles à face jaune)                                                   |
|  |                                                                                      |
|  | Stenotritidae                                                                        |
|  |                                                                                      |

|  | Colletidae (abeilles à face jaune) |
|  |                                    |
|  | Stenotritidae                      |
|  |                                    |

|  | Halictidae (abeilles de la sueur)                                                    |
|  |                                                                                      |
|  | \| \| Colletidae (abeilles à face jaune) \| \| \| \| \| \| Stenotritidae \| \| \| \| |
|  |                                                                                      |
|  | Colletidae (abeilles à face jaune)                                                   |
|  |                                                                                      |
|  | Stenotritidae                                                                        |
|  |                                                                                      |

|  | Colletidae (abeilles à face jaune) |
|  |                                    |
|  | Stenotritidae                      |
|  |                                    |

## Galerie

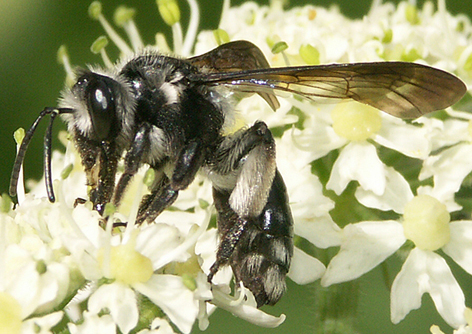
Andrena agilissima
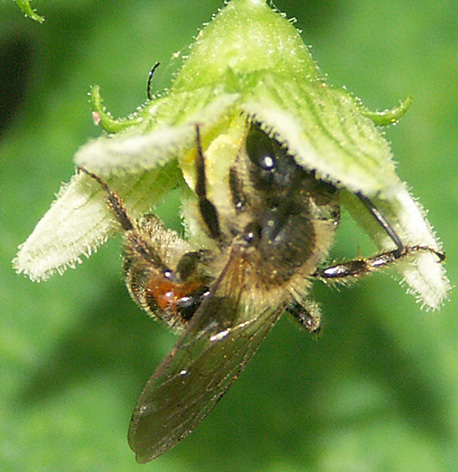
Andrena florea
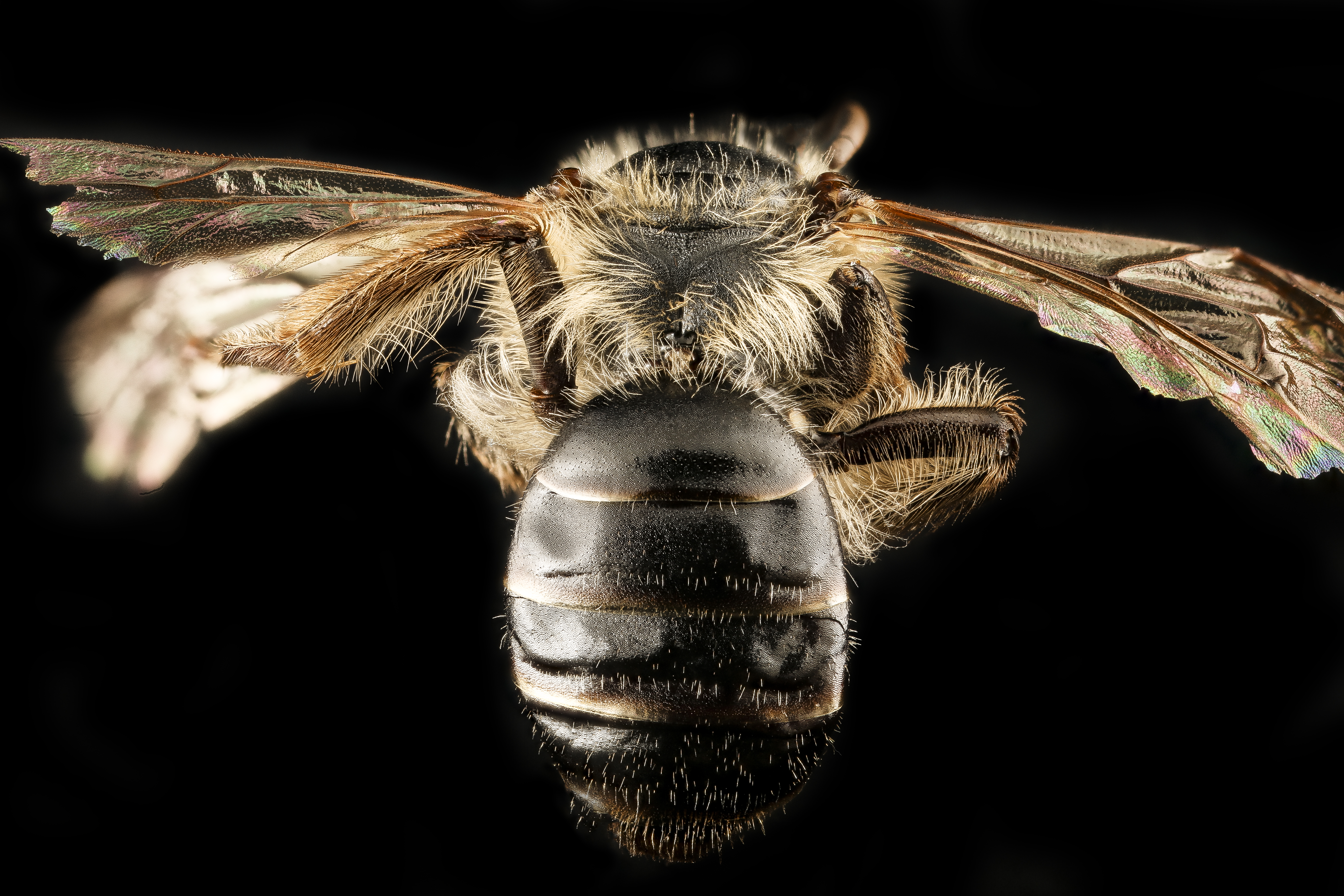
Andrena bradleyi